# Cheilanthes guanchica
Cheilanthes guanchica là một loài dương xỉ trong họ Pteridaceae. Loài này được Bolle mô tả khoa học đầu tiên.
Danh pháp khoa học của loài này chưa được làm sáng tỏ. 

## Hình ảnh

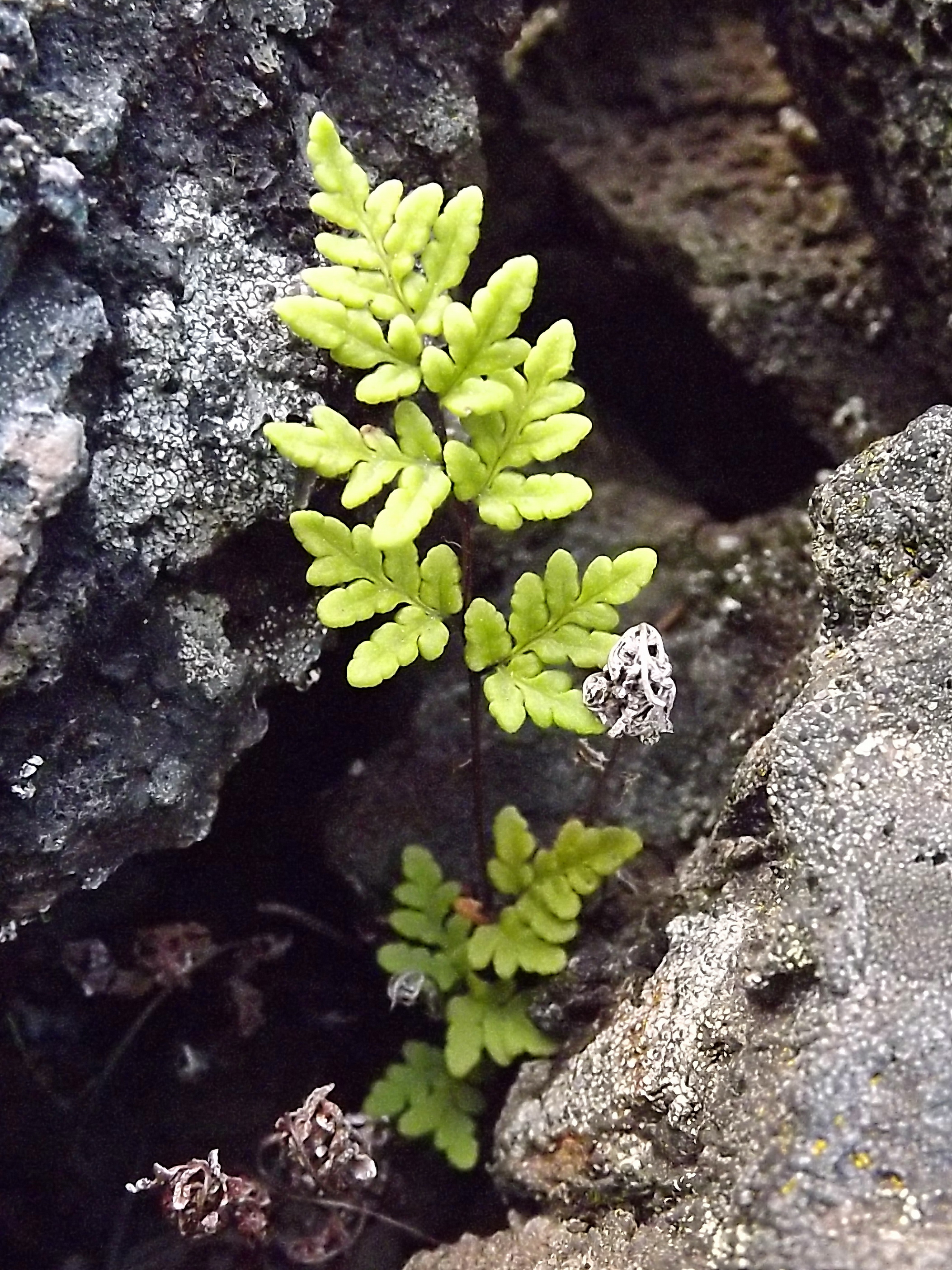